# Frank Gillis
Frank J. Gillis (* 1914 in Toronto; † 17. September 1999 in Grand Marais, Minnesota) war ein US-amerikanischer Jazzpianist, Musikethnologe und Fachbibliograf.

## Leben und Wirken
Gillis, der in Detroit aufwuchs, lernte zunächst Violine. Mit 17 Jahren nahm er Klavierstunden und spielte ab Mitte der 1930er und in den 1940er Jahren im dortigen Ash Trumpet Club mit Musikern des Traditional Jazz wie Bobby Hackett, Red Nichols, Jack Teagarden und Doc Cenardo. Nach Erwerb des Bachelors an der Detroiter Wayne State University studierte er Musikwissenschaft (insbesondere Musikethnologie) an der New Yorker Columbia University. Anschließend erwarb er den Master für Bibliothekswissenschaft an der University of Minnesota.
Während der 1950er und 1960er Jahre spielte regelmäßig bei Doc Evans und ist auch auf einigen Alben von Evans zu hören. Dann leitete er die  Superior Jazz Band. Gillis arbeitete 25 Jahre in den Archiven der Bibliothek für Traditionelle Musik an der Indiana University in Bloomington (Indiana), von 1964 bis 1977 als Associate Director und von 1977 bis 1981 als Direktor. Dabei war er für die Anschaffung einer Sammlung von Schellackplatten verantwortlich, betreute Studenten, gab in Bloomington Konzerte mit den Faculty Five und unterrichtete an der Universität Jazz und Jazzforschung.
Gillis war außerdem (Co-)Autor mehrerer musikwissenschaftlicher Bibliographien, von 1973 bis 1975 Präsident der Society of Ethnomusicology und von 1966 bis 1970 Herausgeber der Zeitschrift Ethnomusicology, zu der er auch zahlreiche bibliographische Originalbeiträge lieferte, die teilweise auch die disko- und filmographischen Aspekte der behandelten Personen einschlossen. Auch gab er die Platten-Dokumentation Indiana Ragtime heraus, die er mit einem einleitenden Booklet versah und zu der er selbst als Pianist ein Hörbeispiel beisteuerte. Er wirkte auch an der Herausgabe der Memoiren des Jazztrompeters Lee Collins mit.

## Publikationen
- Frank Willis, Minnesota Music in the Nineteenth Century: A Guide to Sources and Resources (1958)
- Frank Willis & Alan P. Merriam, Ethnomusicology and Folk Music: An International Bibliography of Dissertations and Theses (1966)
- Frank Willis & Neil V. Rosenberg, Catalog of Indian Folk Music and Folklore (1970)
- Frank Willis & Ruth M. Stone, African Music and Oral Data: A Catalog of Field Recordings, 1902-1975  (1976)
- John Edward Hasse & Frank Gillis: Indiana Ragtime. A Documentary Album / The Radiant Rag. Indianapolis, Indiana Historical Society. 1981
- Lee Collins: Oh Didn't He Ramble - The Life Story of Lee Collins as Told to Mary Colins. Edited by Frank J. Gills and John W. Miner. Urbana, Chicago, London. University of Illinois Press. 1974.